# Blue Banisters
Blue Banisters – ósmy album studyjny amerykańskiej piosenkarki i autorki tekstów Lany Del Rey. Został wydany 22 października 2021 roku przez  wytwórnie Interscope i Polydor Records, siedem miesięcy po poprzednim albumie zatytułowanym „Chemtrails over the Country Club". Album został wyprodukowany przez samą Lanie Del Rey, Zachary'ego Dawesa, Lorena Humphreya, Mike'a Deana, Barrie-Jamesa O'Neilla, Ricka Nowelsa i wielu innych.
Dwa single poprzedziły wydanie albumu: tytułowy utwór „Blue Banisters" oraz „Arcadia". Dodatkowo, „Text Book" i „Wildflower Wildfire" zostały wydane przed premierą albumu jako single promocyjne. „Blue Banisters" osiągnął ósme miejsce na amerykańskiej liście Billboard 200 i zdobył pierwsze miejsce w Argentynie i Holandii. Album spotkał się z pozytywnym przyjęciem krytyków muzycznych, z których większość chwaliła introspekcyjne teksty Lany Del Rey.
Nagrania w Polsce uzyskały certyfikat platynowej płyty za sprzedaż ponad 20 000 egzemplarzy.

## Tło
Del Rey wydała swój siódmy album studyjny „Chemtrails over the Country Club" 19 marca 2021 roku. Następnego dnia opublikowała na Instagramie ogłoszenie, że album o nazwie „Rock Candy Sweet" zostanie wydany 1 czerwca. 11 kwietnia Del Rey udostępniła na Instagramie selfie, na którym patrzy w niebo z podpisem „Blue Banisters", co skłoniło do spekulacji, że może to być tytuł utworu. 28 kwietnia Del Rey ogłosiła, że jej kolejny album będzie nosił jednak tytuł „Blue Banisters" i ukaże się 4 lipca. Tego samego dnia Del Rey opublikowała na Instagramie zwiastun tytułowego utworu oraz jego towarzyszącego teledysku z podpisem: „Sometimes life makes you change just in time for the next chapter", a także na Twitterze z podpisem: „I'm writing my own story. And no one can tell it but me".

## Kompozycja
Muzycznie, „Blue Banisters" został opisany jako album z gatunków folk, pop, jazz, i Americana.
W marcowym wywiadzie z 2023 roku dla magazynu Rolling Stone UK, Del Rey wyjaśniła, że „Blue Banisters" powstał w odpowiedzi na oskarżenia o kulturowe przywłaszczanie oraz wcześniejsze zarzuty, jakoby romantyzowała przemoc domową: „Po prostu pomyślałam, 'Spróbuję napisać album, który może wyjaśnić dlaczego, nawet jeśli to byłoby prawdą, mogłabym potencjalnie utożsamiać się z pewnymi sposobami działania'. Dlatego 'Blue Banisters' było bardziej albumem wyjaśniającym, bardziej albumem obronnym, dlatego też nie promowałam go w ogóle. Nie chciałam, żeby ktokolwiek go słuchał. Chciałam po prostu, żeby tam był, na wypadek gdyby ktoś kiedykolwiek był ciekawy jakichkolwiek informacji."

## Premiera i reklama albumu
Promowanie albumu „Blue Banisters" było minimalne w porównaniu do poprzednich wydań Lany Del Rey, głównie ze względu na dezaktywację jej kont w mediach społecznościowych we wrześniu 2021 roku.
Oficjalna okładka albumu została ujawniona 4 lipca 2021 roku, pierwotnej daty premiery albumu. Del Rey skomentowała to, dodając podpis „Szczęśliwego czwartego lipca, album później". Okładka przedstawia Del Rey siedzącą na werandzie między swoimi psami, Texem i Mexem (którzy są wspomniani w tytułowym utworze albumu). Sztuka nawiązuje do okładki albumu Tracy Nelson „Poor Man's Paradise" (1973).

## Lista utworów
1. Text Book
2. Blue Banisters
3. Arcadia
4. Interlude - The Trio
5. Black Bathing Suit
6. If You Lie Down With Me
7. Beautiful
8. Violets For Roses
9. Dealer
10. Thunder
11. Wildflower Wildfire
12. Nectar Of The Gods
13. Living Legend
14. Cherry Blossom
15. Sweet Carolina